# Jarra phoracantha
Jarra phoracantha är en stekelart som beskrevs av Marsh och Austin 1994. Jarra phoracantha ingår i släktet Jarra och familjen bracksteklar. Inga underarter finns listade i Catalogue of Life.